# Terry Cooper
Terence "Terry" Cooper, född 12 juli 1944 i Brotherton i North Yorkshire, död 31 juli 2021, var en engelsk professionell fotbollsspelare som var en framgångsrik vänsterback i Leeds United under lagets storhetstid i slutet av 1960- och början av 1970-talet. Han blev berömd som en spelskicklig och offensiv back vars ruscher och inlägg skapade problem för motståndarnas försvar. Han spelade över 500 ligamatcher för fem olika klubbar under totalt 22 år varefter han fortsatte som manager under ytterligare 15 säsonger. 
Han spelade dessutom 20 matcher i engelska landslaget som han bland annat representerade under VM i Mexiko 1970.

## Tidig karriär
Cooper upptäcktes av fotbollsscouten Jack Brendon när han spelade fotboll som vänsterytter för Ferrybridge och bjöds in till Elland Road för att provspela. Provspel utföll väl och han erbjöds ett lärlingskontrakt i klubben. 
Ursprungligen en vänsterytter som snabbt skolades om till vänsterback av Leeds manager Don Revie innan han skrev proffskontrakt vid 17 års ålder. Han jobbade sig sakta men säkert in i Leeds förstalag och debuterade den 11 april 1964 i en bortamatch mot Swansea men det dröjde ytterligare några år innan Revie beslöt att tröjnummer 3 och vänsterbackspositionen var Coopers efter att Willie Bell sålts till Leicester City FC.
Cooper var därmed permanent i laget och blev en nytänkande vänsterback med god kondition och bra inlägg som gjorde att han kunde göra ruscher utefter vänsterkanten och stödja samt överlappa Eddie Gray på vänsteryttern.

## 1960-talet
Leeds vann Engelska ligacupfinalen 1968 mot Arsenal på Wembley Stadium. En ganska medioker match där känslorna ibland svallade och som avgjordes genom en suverän volley från Cooper efter en hörna, och där Arsenal hävdade att deras målvakt hade störts vid hörnan av Leeds mittback Jack Charlton. Cooper var dessutom med i laget som vann Mässcupen samma år.
Leeds vann dessutom ligamästerskapen 1968/69 och Cooper bidrog till vinsten på sin vänsterkant. Revie skaffade ingen reserv på vänsterback positionen utan förlitade sig helt på mångsidige spelaren Paul Madeley då Cooper var skadad eller avstängd, ett tecken på att Cooper var given i laget. Det stärktes ytterligare då Cooper togs ut av förbundskaptenen Alf Ramsey för att spela i engelska landslaget mot Frankrike samma säsong, en match som England vann med 5-0 och där Cooper utmärkte sig med sin skicklighet.

## 1970-talet
Leeds jagade tre troféer 1970 men med tappade mot slutet och förlorade ligamästerskapet med nio poäng till Everton, laget förlorade dessutom Europacupen mot Celtic i semifinalen. Cooper var med i laget under dessa nära missar och dessutom i FA-cupfinalen samma år mot Chelsea som Leeds förlorade med 1-2 efter omspel. Samma sommar fick Cooper lite revansch då han genom en serie högklassiga insatser som Englands förstaval som vänsterback i Fotbolls-VM 1970 i Mexiko, där England gick till kvartsfinal som dock förlorades mot Västtyskland med 2-3. Totalt spelade Cooper 20 matcher i engelska landslaget under sin karriär.
Leeds vann återigen Mässcupen 1971 men förlorade ligan ännu en gång i sista omgången, under säsongen hade laget dessutom sensationellt förlorat i FA-cupen mot ”jätte-dödarna” Colchester United med 2-3 i femte omgången. På det spelmässiga planet var det dock Coopers bästa säsong då han enbart missade en ligamatch på hela säsongen.
Han fortsatte i samma spår säsongen därpå när Leeds återigen jagade liga och cuptitlar men där han råkade ut för ett allvarligt benbrott i april 1972 under en match mot Stoke City. Han missade inte bara FA-cupfinalvinsten mot Arsenal, utan han var borta från fotbollen i 20 månader på grund av det svåra benbrottet. När han väl återvände kom han aldrig upp i samma nivå som tidigare och blev aldrig uttagen i landslaget igen.
Benbrottet skapade problem för managern Don Revie då Coopers normala ersättare Paul Madeley numera spelade mittback istället för Jack Charlton som hade avslutat sin fotbollskarriär och därmed köpte Revie in Trevor Cherry under sommaren 1972 som ersättare för Cooper. Cooper missade också förlusterna i FA-cupfinalen 1973 mot Sunderland samt Cupvinnarcupfinalen 1973 mot AC Milan. När han väl var tillbaka var det enbart för en ligamatch under säsongen 1973/74 och därmed hade han inte spelat tillräckligt antal matcher för att få någon medalj som ligamästare som Leeds vann efter att ha seglat ifrån de övriga genom att inte förlora någon av de 29 inledande ligamatcherna.
Coopers karriär i Leeds var i stort sett över då han åter var fullt återställd från benbrottet. När sedan Revie lämnade Leeds för att ta över som engelsk förbundskapten 1974 så blev Cooper överflödig i och med att Frank Gray, Eddie Grays yngre bror, tog sig in i laget och konkurrerade med den redan etablerade Cherry på vänsterback-positionen. Cooper lämnade klubben innan det åldrande Leedslaget spelade sin sista stora final, Europacupfinalen 1975 mot Bayern München (förlust med 0-2) och gick till Middlesbrough i mars 1975 där den forne lagkamraten Jack Charlton var manager.

## Senare delen av karriären
Cooper långa karriär var imponerade i betraktande av hans långa frånvaro på grund av skada och efter tre bra år i Middlesbrough flyttade han i juli 1978 till Bristol City där han spelade en säsong innan han i augusti 1979 blev spelande tränare i lokalkonkurrenten Bristol Rovers. I Rovers stannade han nästan två år innan han i november 1981 blev assisterande tränare samt spelare i Doncaster Rovers under ledning av hans före detta lagkamrat och lagkapten under tiden i Leeds, Billy Bremner. Efter en säsong i Doncaster flyttade han i augusti 1982 till Bristol City för en andra period som spelare och manager. Efter fotbollskarriären var han dessutom manager för Birmingham City emellan två perioder som manager i Exeter City.
Under hans första period i Exeter som vann laget Division 4 titeln 1990, och han flyttade till Birmingham City säsongen därefter, och vann uppflyttning från Division 3 under hans första säsong innan han lämnade in sin avskedsansökan i december 1993 för att återvända till Exeter senare samma säsong dock för sent för att rädda laget från nedflyttning till division 3. Klubben hade finansiella problem, lyckades dock undvika bankrutt men slutade sist i ligan 1994/95 och lyckades enbart behålla sin ligastatus i och med att Macclesfield Town inte kunde uppfylla ligans krav på publikkapacitet på sin hemmaarena. Cooper ersattes av Peter Fox och har inte tagit något manageruppdrag sedan dess. Han var 11 år som chefsscout i Southampton innan han drog sig tillbaks 2007. Han bor numera i Teneriffa.
Coopers son Mark blev fotbollsspelare under senare delen av 1980-talet med en karriär i de lägre divisionerna och är numera manager.

## Meriter - mästerskap och titlar
Coopers meriter i form av vunna trofér och medaljer, samtliga vunna under hans tid i Leeds
| Mästerskap             | Antal titlar | Säsong/Årtal                                                   |
| ---------------------- | ------------ | -------------------------------------------------------------- |
| Ligamästare            | 1            | 1968/69 (ligatvåa 1964/65, 1965/66, 1969/70, 1970/71, 1971/72) |
| Ligamästare division 2 | 1            | 1963/64                                                        |
| FA-cupmästare          | 1            | 1972 (finalist 1965, 1970)                                     |
| Ligacupmästare         | 1            | 1968                                                           |
| Mässcup-mästare        | 2            | 1968, 1971 (finalist 1967)                                     |
| Charity Shield-mästare | 1            | 1969                                                           |

## Matcher och mål
Coopers karriär i form av spelade matcher och mål.
OBS! Nedanstående tabell är ännu inte komplett vad beträffar matcher och mål där det saknas en sifferangivelse eller streck "-"!
| Klubb statistik       | Klubb statistik       | Klubb statistik       | Liga  | Liga | Cup    | Cup    | Ligacup | Ligacup | Öv cup                          | Öv cup                          | Europeisk cup | Europeisk cup | Europeisk cup | Europeisk cup | Europeisk cup | Europeisk cup | Totalt | Totalt |
| England               | England               | England               | Liga  | Liga | FA cup | FA cup | Ligacup | Ligacup | Charity Shield Full Members Cup | Charity Shield Full Members Cup | Europacupen   | Europacupen   | Cupvinnar     | Cupvinnar     | UEFA          | UEFA          | Totalt | Totalt |
| Säsong                | Klubb                 | Liga                  | Match | Mål  | Match  | Mål    | Match   | Mål     | Match                           | Mål                             | Match         | Mål           | Match         | Mål           | Match         | Mål           | Match  | Mål    |
| --------------------- | --------------------- | --------------------- | ----- | ---- | ------ | ------ | ------- | ------- | ------------------------------- | ------------------------------- | ------------- | ------------- | ------------- | ------------- | ------------- | ------------- | ------ | ------ |
| 1962/63               | Leeds United          | Division 2            | -     | -    | -      | -      | -       | -       | -                               | -                               | -             | -             | -             | -             | -             | -             | -      | -      |
| 1963/64               | Leeds United          | Division 2            | 2     | 0    | 0      | 0      | 0       | 0       | -                               | -                               | -             | -             | -             | -             | -             | -             | 2      | 0      |
| 1964/65               | Leeds United          | Division 1            | 16    | 0    | 4      | 0      | 1       | 0       | -                               | -                               | -             | -             | -             | -             | -             | -             | 21     | 0      |
| 1965/66               | Leeds United          | Division 1            | 18    | 2    | 0      | 0      | 2       | 1       | -                               | -                               | -             | -             | -             | -             | 4             | 1             | 24     | 4      |
| 1966/67               | Leeds United          | Division 1            | 24    | 1    | 3      | 0      | 0       | 0       | -                               | -                               | -             | -             | -             | -             | 6             | 0             | 33     | 1      |
| 1967/68               | Leeds United          | Division 1            | 37    | 0    | 5      | 0      | 6       | 1       | -                               | -                               | -             | -             | -             | -             | 12            | 1             | 60     | 2      |
| 1968/69               | Leeds United          | Division 1            | 35    | 1    | 2      | 0      | 3       | 0       | -                               | -                               | -             | -             | -             | -             | 5             | -             | 45     | 1      |
| 1969/70               | Leeds United          | Division 1            | 30    | 1    | 9      | 0      | 3       | 0       | 1                               | 0                               | 7             | 0             | -             | -             | -             | -             | 50     | 1      |
| 1970/71               | Leeds United          | Division 1            | 41    | 1    | 3      | 0      | 1       | 0       | -                               | -                               | -             | -             | -             | -             | 10            | 0             | 55     | 1      |
| 1971/72               | Leeds United          | Division 1            | 34    | 1    | 5      | 0      | 3       | 0       | -                               | -                               | -             | -             | -             | -             | 1             | 0             | 43     | 1      |
| 1972/73               | Leeds United          | Division 1            | 0     | 0    | 0      | 0      | 0       | 0       | -                               | -                               | -             | -             | 0             | 0             | -             | -             | 0      | 0      |
| 1973/74               | Leeds United          | Division 1            | 2     | 0    | 2      | 0      | 0       | 0       | -                               | -                               | -             | -             | -             | -             | 0             | 0             | 4      | 0      |
| 1974/75               | Leeds United          | Division 1            | 11    | 0    | 0      | 0      | 2       | 0       | -                               | -                               | 3             | 0             | -             | -             | -             | -             | 16     | 0      |
| Totalt Leeds          | Totalt Leeds          | Totalt Leeds          | 250   | 7    | 33     | 0      | 21      | 2       | 1                               | 0                               | 10            | 0             | 0             | 0             | 38            | 2             | 353    | 11     |
| 1974/75               | Middlesbrough         | Division 1            |       |      |        |        |         |         | -                               | -                               | -             | -             | -             | -             | -             |               |        |        |
| 1975/76               | Middlesbrough         | Division 1            |       |      |        |        |         |         | -                               | -                               | -             | -             | -             | -             | -             | -             |        |        |
| 1976/77               | Middlesbrough         | Division 1            |       |      |        |        |         |         | -                               | -                               | -             | -             | -             | -             | -             | -             |        |        |
| 1977/78               | Middlesbrough         | Division 1            |       |      |        |        |         |         | -                               | -                               | -             | -             | -             | -             | -             | -             |        |        |
| Totalt Middlesbrough  | Totalt Middlesbrough  | Totalt Middlesbrough  | 105   | 1    | x      | x      |         |         | -                               | -                               | -             | -             | -             | -             | -             | -             |        |        |
| 1978/79               | Bristol City          | Division 1            | 11    | 0    |        |        |         |         | -                               | -                               | -             | -             | -             | -             | -             | -             |        |        |
| Totalt Bristol City   | Totalt Bristol City   | Totalt Bristol City   | 11    | 0    | x      | x      |         |         | -                               | -                               | -             | -             | -             | -             | -             | -             |        |        |
| 1979/80               | Bristol Rovers        | Division 2            |       | 0    |        |        |         |         | -                               | -                               | -             | -             | -             | -             | -             | -             |        |        |
| 1980/81               | Bristol Rovers        | Division 2            |       | 0    |        |        |         |         | -                               | -                               | -             | -             | -             | -             | -             | -             |        |        |
| 1981/82               | Bristol Rovers        | Division 2            |       | 0    |        |        |         |         | -                               | -                               | -             | -             | -             | -             | -             | -             |        |        |
| Totalt Bristol Rovers | Totalt Bristol Rovers | Totalt Bristol Rovers | 50    | 0    | x      | x      |         |         | -                               | -                               | -             | -             | -             | -             | -             | -             |        |        |
| 1981/82               | Doncaster Rovers      | Division 3            | 20    | 0    |        |        |         |         | -                               | -                               | -             | -             | -             | -             | -             | -             |        |        |
| Totalt Doncaster      | Totalt Doncaster      | Totalt Doncaster      | 20    | 0    | x      |        |         |         | -                               | -                               | -             | -             | -             | -             | -             | -             |        |        |
| 1982/83               | Bristol City          | Division 4            |       |      |        |        |         |         | -                               | -                               | -             | -             | -             | -             | -             | -             |        |        |
| 1983/84               | Bristol City          | Division 4            |       |      |        |        |         |         | -                               | -                               | -             | -             | -             | -             | -             | -             |        |        |
| Totalt Bristol City   | Totalt Bristol City   | Totalt Bristol City   | 60    | 1    | x      | x      | x       | x       | -                               | -                               | -             | -             | -             | -             | -             | -             |        |        |
| Totalt, Summa         | Totalt, Summa         |                       | 496   | 9    | xx     | xx     |         | x       | 1                               | 0                               | 10            | 0             | 0             | 0             | 38            | 2             |        | xxx    |